# Michael Riffaterre
Michael Riffaterre (*  20. November 1924 in Bourganeuf; † 27. Mai 2006 in New York) war ein US-amerikanischer Romanist und Literaturwissenschaftler französischer Herkunft.

## Leben und Werk
Michel Riffaterre  war der Sohn des Parlamentariers Camille Riffaterre (1879–1964). Er studierte in Lyon und an der Sorbonne, ging 1950 in die Vereinigten Staaten und promovierte 1955 an der Columbia University, New York, über Le style des Pléiades de Gobineau. Essai d’application d’une méthode stylistique (Genf / Paris / New York 1957). Ebenda war er Instructor (1953), Assistant Professor (1955), Full Professor (1964), Blanche W. Knopf Professor (1975) und von 1982 bis 2004 University Professor. Von 1971 bis 2000 war er Herausgeber der Zeitschrift Romanic Review. Riffaterre war Ehrendoktor der Universitäten Clermont-Ferrand und Paris. 1986 wurde er in die American Academy of Arts and Sciences gewählt.

## Weitere Werke
- Essais de stylistique structurale, hrsg. von Daniel Delas, Paris 1970, 1973, 1975 (deutsch: Strukturale Stilistik, München 1973; spanisch: Barcelona 1976)
- Semiotics of poetry, Bloomington/London 1978, Methuen 1980, Bloomington 1984 (französisch: Paris 1983, 1990; arabisch 1997)
- La production du texte, Paris 1979 (englisch: New York 1983; italienisch: Bologna 1989)
- Fictional Truth, Baltimore 1990
- (mit Hans-George Ruprecht u. a.) L'intertextualité, intertexte, autotexte, intratexte, Toronto 1984
- Voyage, Paris 1985